# 10415 Mali Losinj
Mali Losinj (asteróide 10415) é um asteróide da cintura principal, a 2,9210176 UA. Possui uma excentricidade de 0,023881 e um período orbital de 1 890,79 dias (5,18 anos).
Mali Losinj tem uma velocidade orbital média de 17,21777582 km/s e uma inclinação de 14,41646º.
Este asteróide foi descoberto em 23 de Outubro de 1998 por Korado Korlević.